# 호스트: 접속금지
《호스트: 접속금지》(영어: Host)는 2020년 공개된 영국의 파운드 푸티지 공포 영화이다. 롭 새비지가 감독과 공동각본을 맡았다.
코로나19 범유행 시기 줌 화상회의방에 입장한 불가사의한 존재에 의해 벌어지는 일을 다룬다.
OTT 서비스 셔더(Shudder)의 오리지널 영화이다. 대한민국에는 2021년 7월 21일에 개봉하였다.

## 출연진
- 헤일리 비숍 - 헤일리 역
- 제마 무어 - 제마 역
- 에마 루이즈 웨브 - 에마 역
- 라디나 드란도바 - 라디나 역
- 캐럴라인 워드 - 캐럴라인 역
- 앨런 엠리스 - 앨런 역
- 패트릭 워드 - 캐럴라인 아빠 역
- 테디 리나드 - 테디 역
- 지니 로프트하우스 - 지니 역
- 세일런 백스터 - 세일런 역
- 잭 브라이던 - 레그스 역
- 제임스 스완턴 - 혼령 역
- 에드워드 리너드 - 테디 역

## 수상
- 2020년 제53회 시체스영화제 후보 세븐찬스
- 2021년 제39회 브리쉘 판타스틱 영화제 수상은 Melies (특별언급) - 롭 새비지
- 2021년 제28회 제라르메 국제 판타스틱영화제 후보 장편경쟁부문